# 주중국 일본 대사관

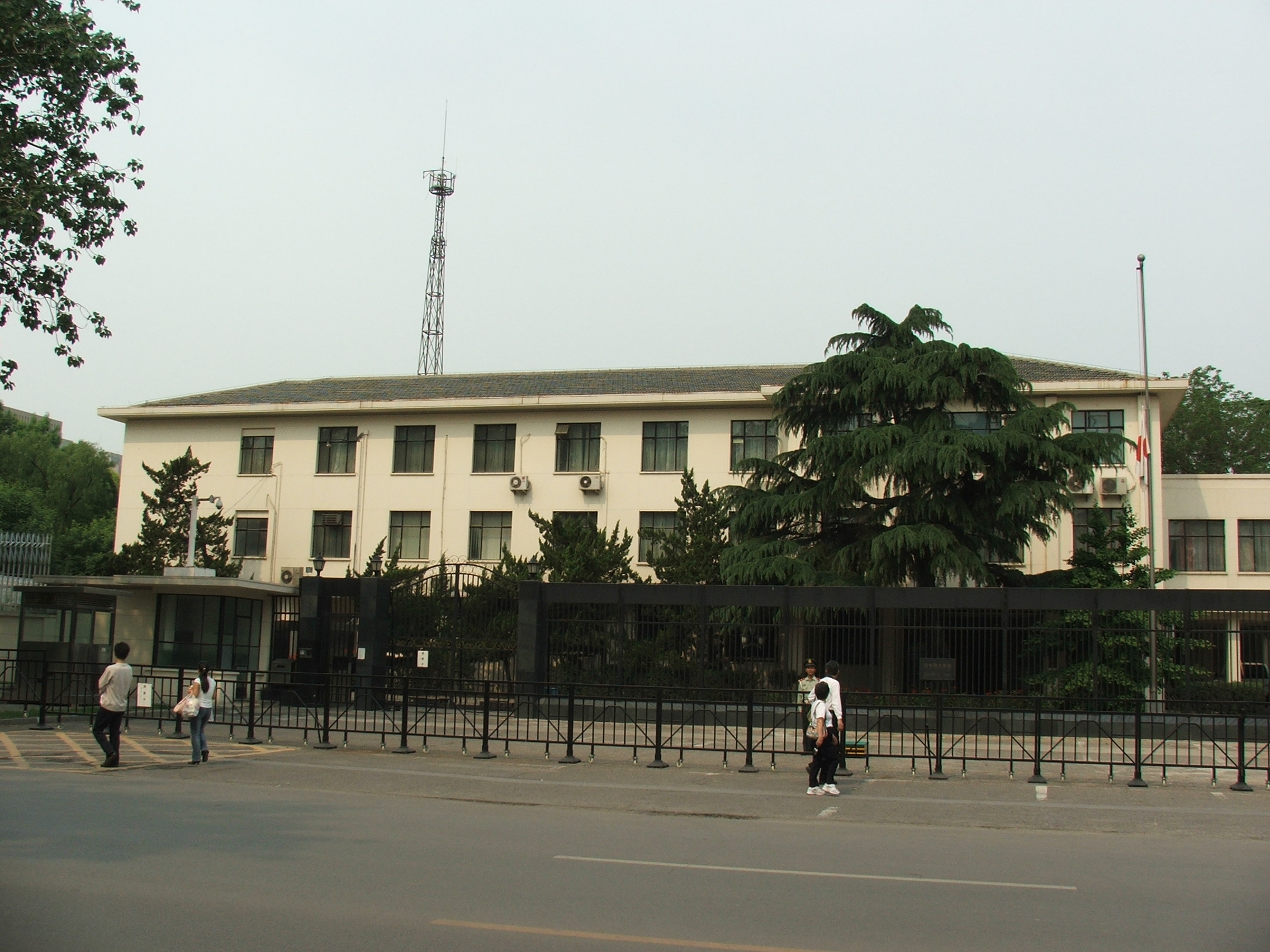
이전에 있었던 주중국 일본 대사관 전경

주중국 일본 대사관(在中華人民共和国日本国大使館, 영어: Embassy of Japan, Beijing)은 일본 외무성이 중화인민공화국 베이징시 차오양구에 설치한 재외공관이다. 2020년 9월 6일부로 다루미 히데오가 특명전권대사를 담당하고 있다.

## 소재지
- 일본어 : 〒100600 中華人民共和国北京市朝陽区亮馬橋東街1号
- 중국어 : 100600 中华人民共和国北京市朝阳区亮马桥东街1号
- 영어 : No.1 Liangmaqiao Dongjie, Chaoyang District, Beijing 100600, People's Republic of China

## 관사
량마차오둥지 1번지에 위치하고 있는 기존 관사를 2006년 9월 24일 착공, 2011년 8월 준공, 2012년 3월 17일 정식으로 개장하였으며, 예전에 존재한 관사는 2012년 2월 24일부로 폐관하였다.

## 영사관 관할 구역[5]
| - 베이징시 - 톈진시 - 산시성 (섬서성) - 산둥성 - 간쑤성 | - 허난성 - 허베이성 - 후베이성 - 후난성 - 칭하이성 | - 신장 위구르 자치구 - 닝샤 후이족 자치구 - 티베트 자치구 - 내몽골 자치구 |

## 같이 보기
관련 항목
- 주일본 중국 대사관
- 일본의 재외공관 목록
- 중화인민공화국 주재 외국공관 목록
- 일중 관계사
- 북경일본인학교
- 주중국 일본 대사(중국어판)

베이징시에 설치한 다른 대사관
- 주중국 대한민국 대사관
- 주중국 조선민주주의인민공화국 대사관
- 주중국 러시아 대사관
- 주중국 미국 대사관
- 주중국 영국 대사관(영어판)